# チベット民族蜂起記念日
チベット民族蜂起記念日（チベットみんぞくほうききねんび）は、1959年3月10日に「チベット民族がチベットの首都ラサにおいて中国共産党の抑圧に対する平和蜂起を行なった」事件（1959年のチベット蜂起）を記念する日である。チベット蜂起記念日ともいわれる。毎年3月10日、世界各地の亡命チベット人のコミュニティや北米・ヨーロッパ、日本、インド等の各国で記念行事が行われている。